# 和田典子
和田 典子（わだ のりこ、1915年12月10日 - 2005年9月30日）は、家庭科教師、社会運動家。
京都府生まれ。1938年東京女子高等師範学校家事科卒、1944年まで高等女学校の教諭、戦後は1947年から東京女子高等師範学校研究科で学び、その後東京都職員（教諭）として1950年から1979年まで東京都立戸山高等学校家庭科教員。家庭科教育研究者連盟会長。家庭科の男女共修を訴え続けた。

## 著書
- 『女生徒の進路』岩波ジュニア新書 1981
- 『子育てと家庭の役割』大月書店 国民文庫 現代の教養　1983
- 『和田典子著作選集』学術出版会 2007

### 共編著
- 『危機をのりきる子育て』共著 三省堂選書 1983
- 『家庭科のとびら 男女共学をすすめるために 授業の役に立つ話』本橋靖子共著 日本書籍 1987
- 『新・家庭科のとびら 男女共学をすすめるために 授業の役に立つ話』本橋靖子共著 日本書籍 1992

## 注
1. ↑  『女生徒の進路』著者紹介
2. ↑  学術出版会